# Bőcs KSC
Der Bőcs KSC (Bőcs Községi Sport Club) ist ein ungarischer Fußballverein aus Bőcs, der zurzeit in der 2. Liga Ungarns, der Nemzeti Bajnokság II, spielt. Als Gründungsjahr des Vereins gilt 1948, obwohl es Vorläufer gibt, die weiter zurückgehen. KSC steht für Községi Sport Club, was so viel bedeutet wie „Gemeinde-Sportverein“. Im Jahr 2000 gelang erstmals der Aufstieg in die Zweitklassigkeit.
Vereinsfarben: Grün-gelb.
Stadion: Bőcs sportpálya, 4.000 Plätze.

## Namens-Entwicklung
Vor 1950: Külsőbőcs, Belsőbőcs.
1950–1967: Bőcsi FSK.
1967–1990: Bőcsi TSZ SK.
Ab 1990: Bőcs KSC.